# HKS

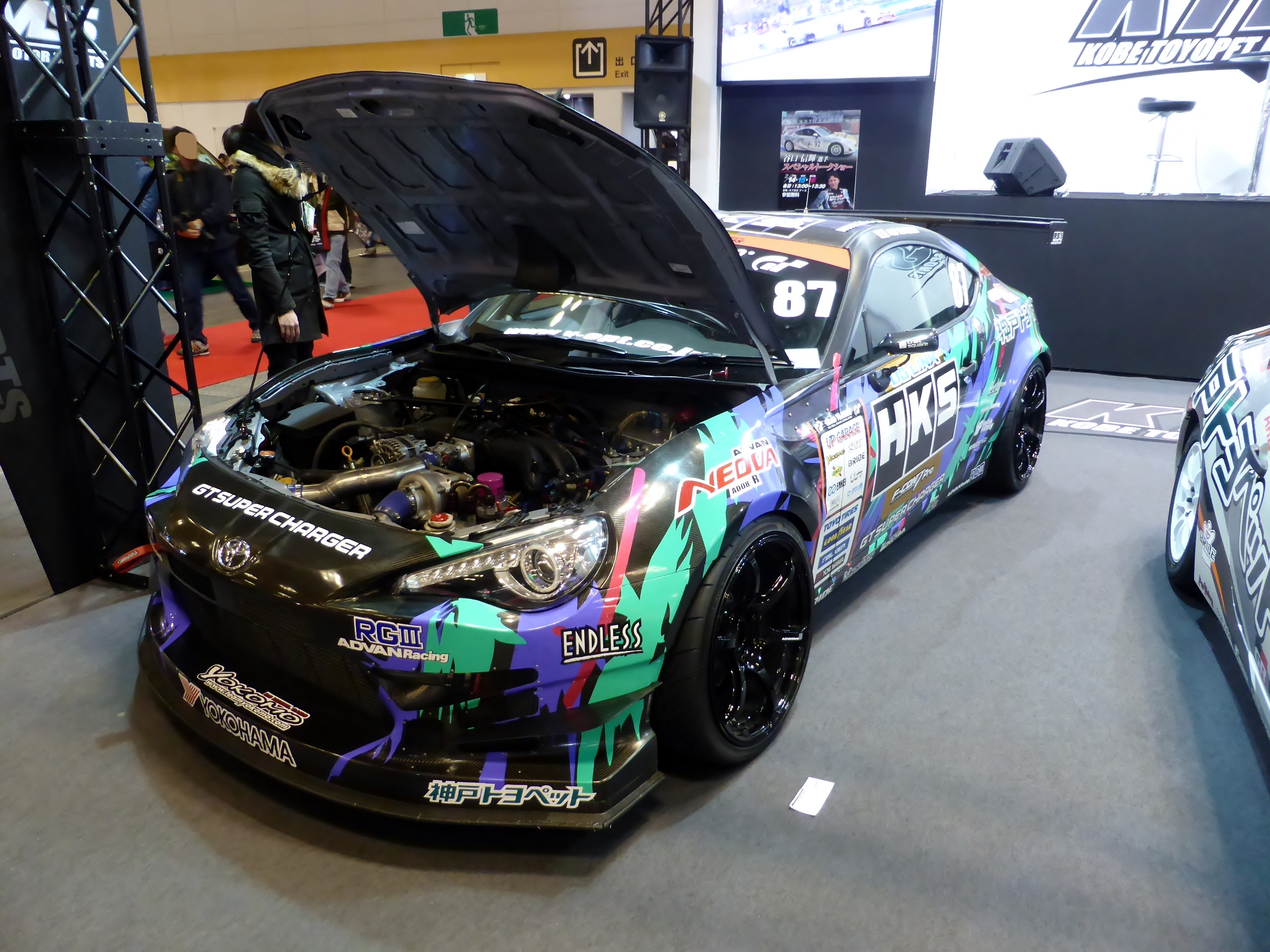
Coche de demostración Performer 86 construido por HKS para derrapar en el Osaka Auto Messe 2014

HKS Co., Ltd. (株式会社エッチ・ケー・エス Kabushiki-gaisha Ecchi Kē Esu?) es una empresa que cotiza en bolsa con sede en Fujinomiya, Prefectura de Shizuoka, Japón, especializada en la producción y venta de piezas de recambio y accesorios para automóviles y accesorios.

## Historia
HKS se formó en 1973 por Hiroyuki Hasegawa, exingeniero de Yamaha Motor Company, y su socio Goichi Kitagawa, mientras que el capital inicial fue suministrado por Sigma Automotive (de ahí el nombre HKS). La compañía comenzó sus operaciones ajustando los motores de gasolina en un cobertizo de producción de productos lácteos al pie del Monte Fuji en Japón. Su objetivo era diseñar y construir motores y componentes de alto rendimiento que los principales fabricantes de equipos originales (OE, por sus siglas en inglés) no pudieran o no quisieran producir. En julio de 1974, Hasegawa diseñó y construyó el primer kit de turbocompresores comercializado para automóviles de pasajeros; desde entonces, desarrollo de actualizaciones de turbocompresores y kits de turbocompresores empernados que posteriormente se convirtieron en el negocio principal de HKS. Hasegawa también creó el primer temporizador electrónico turbo disponible comercialmente y el controlador de impulso.
HKS es una empresa que cotiza en bolsa con una red internacional de ventas y distribución que abarca Asia, Europa, Australia y las Américas para respaldar a su base de clientes. Las principales instalaciones de fabricación e I+D se encuentran a los pies del monte Fuji. Se han establecido compañías subsidiarias en California (HKS USA), Cambridgeshire, Inglaterra (HKS Europa) y Bangkok, Tailandia (HKS Tailandia). HKS USA, establecida en 1982, cerró sus operaciones en 2011, optando en cambio por utilizar distribuidores mayoristas para manejar su cadena de suministro en los EE. UU. Motovicity Distribution fue seleccionado como el almacén de América del Norte para HKS, donde se mantiene un inventario completo de productos para los clientes de HKS en América del Norte.

## Productos
HKS ofrece a los modelos de automóviles nacionales japoneses una amplia variedad de piezas de recambio que van desde componentes internos del motor, como bielas y árboles de levas, a piezas externas, como válvulas de escape, kits de intercooler, sistemas de escape completos, kits de turbo, sistemas de gestión de motores y otros componentes electrónicos de alto rendimiento.
La compañía también produce el motor de avión HKS 700E, bajo su filial, HKS Aviation. Y también produjo un motor de ciclo Speedway de 600cc.

## Deporte de motor
Desde finales de la década de 1980, HKS ha competido en muchas formas de deportes de motor, incluyendo carreras de drag, JTCC, JGTC, F3, D1 Grand Prix, Superbikes y muchos otros. También patrocinan a muchos corredores para que lleven el nombre de HKS y se conviertan en parte del equipo de HKS. En el pasado, utilizaron notablemente los gustos de Anthony Reid (Superturismo/JTCC), Tetsuya Kawasaki (carreras de resistencia), Nobuteru Taniguchi (Gran Premio D1 y Ataque de tiempo), Akira Iida (Ataque de tiempo) para conducir para su equipo interno.